# إبراهيم الطاسان
الفريق إبراهيم بن صالح الطاسان (ت. 1383ھ / 1963م) قائد عسكري وطيار سعودي؛ كان مديراً للطيران بشقيه العسكري والمدني، وهو أول رؤساء الأركان العامة للقوات المسلحة السعودية بعد انتقال مقرها من الطائف إلى الرياض خلال وزارة الأمير فهد بن سعود. كما أنه أول مدير عام للخطوط الجوية العربية السعودية.